# Caso do bebê Jéssica
O caso “Bebê Jessica” foi uma disputa por custódia altamente divulgada na cidade de Ann Arbor, em Michigan (nos Estados Unidos). A disputa se deu no início dos anos 1990, entre Jan e Roberta DeBoer, o casal que tentou adotar a criança, e seus pais biológicos, Daniel Schmidt e Cara Clausen. Em agosto de 1993, os supremos tribunais de Iowa e Michigan ordenaram que a bebê fosse devolvida a Daniel Schmidt, pai biológico, que a deu o nome de Anna Jacqueline Schmidt. O caso foi amplamente divulgado como o caso “Baby Jessica”, devido ao nome a ela dado pelos DeBoers. O nome do caso é In re Clausen 442 Mich. 648 (1993).

## Visão geral
Anna nasceu em 1991, de Cara Clausen (então com 29 anos). Clara a colocou para adoção, por Jan e Roberta DeBoer, sem dizer a Daniel Schmidt que ele era o pai da criança. Ela também colocou o nome de um homem diferente na certidão de nascimento da bebê, obscurecendo ainda mais a sua paternidade. O processo de adoção foi conduzido pelo advogado do casal DeBoers, que Clausen erroneamente pensou ser seu advogado. Cinco dias após o nascimento da criança, Clara Clausen mudou de ideia, informou Daniel Schmidt sobre sua paternidade e disse aos DeBoers que queria cancelar a adoção.
Contudo, Clara Clausen já havia renunciado a seus direitos parentais e não havia nada mais que ela pudesse fazer. Mas Daniel Schmidt não havia renunciado a seus direitos parentais. Os DeBoers, no entanto, acreditando que a questão mais importante era o melhor para a criança, e não os direitos dos pais, tentaram concluir a adoção.
Clara Clausen e Daniel Schmidt, que se casaram em 1992, continuaram brigando nos tribunais para que a criança fosse devolvida a eles. Os DeBoers, que batizaram o bebê de “Jessica”, lutaram para manter a criança sob sua guarda por dois anos e meio, mas acabaram perdendo. A Suprema Corte de Iowa observou que Daniel teve dois filhos, frutos de relacionamentos anteriores, com os quais falhou em manter um contato significativo e sustentá-los.
Como o processo de adoção nunca foi concluído, o tribunal de Michigan decidiu dar total fé e crédito ao julgamento do estado irmão de Iowa e ordenou que a criança fosse devolvida aos pais biológicos. Anna recebeu várias visitas de seus pais biológicos antes da transferência. Os jornais mostraram fotos de uma criança gritando sendo tirada dos DeBoers e transferida para os Schmidts.
Um psicanalista infantil supervisionou a transição para a casa dos Schmidt. Ela relatou que “seu ajuste foi tão inesperadamente bom que dou muito crédito aos Schmidts e aos DeBoers”. E, um ano após a transferência, disse: “Todos garantiram — garantiram — que ela teria um trauma de curto prazo, que não comeria, não dormiria, choraria. Isso não aconteceu. Ela progrediu rapidamente.” 
Roberta “Robby” DeBoer mais tarde escreveu um livro chamado Losing Jessica sobre o caso, e os DeBoers estabeleceram um grupo infantil chamado Hear My Voice que defendia crianças envolvidas em casos difíceis de custódia, com um ângulo pró-pai adotivo.
Os DeBoers adotaram um menino recém-nascido em 1994, nove meses após o retorno de Anna.  Em 1999 eles se divorciaram e, embora tenham se casado novamente, eles se divorciaram novamente. Os Schmidts se divorciaram quase enquanto os DeBoers.  Eles dividiram a custódia de Anna e sua segunda filha.
Anna disse em 2003 que não se lembrava dos DeBoers e estava bem com sua família biológica.

## Relato em filme
Um filme de TV dramatizando os eventos, Whose Child Is This? The War for Baby Jessica foi produzido, mas foi criticado por alguns por ser tendencioso a favor dos DeBoers. No filme, os DeBoers, que eram mais educados do que os Schmidts e tinham uma posição financeira melhor, eram retratados como uma família rica e ideal para a criança, enquanto os Schmidts eram retratados como pais inadequados.